# Annita á Fríðriksmørk
Annita á Fríðriksmørk (født 27. juli 1968 i Tórshavn) er en færøsk lærer og politiker (T). Hun er opvokset i bygden Strendur på Østerø.
Hun blev uddannet som folkeskolelærer fra Føroya Læraraskúli i 1992, og har derefter arbejdet som lærer både på Færøerne og i Danmark frem til 2002. Hun blev første gang valgt ind til Lagtinget ved 1998, og var indsat som kulturminister under Anfinn Kallsberg fra 17. september til 5. december 2003, efter en længere periode uden en fast person i denne stilling. 
I 2008 var hun en kort periode fra 9. september til 24. oktober midlertidigt folketingsmedlem, hun var stedfortræder for partiformand, Høgni Hoydal, som var minister på Færøerne på det tidspunkt, og fik orlov fra Folketinget.
Ved lagtingsvalget 2015 blev hun genvalg. Hun blev formand for Udlandsudvalget.

## Lagtingsudvalg
- 2015– formand i Udlandsudvalget
- 2015– medlem i Kontroludvalget
- 2008–2011 medlem i Finansudvalget
- 2008–2011 næstformand i Kontroludvalget
- 2004–2008 medlem i Velfærdsudvalget
- 2004–2008 medlem i Kontroludvalget
- 2003–2004 formand i Kulturudvalget
- 2002–2003 formand i Kulturudvalget
- 1998–2002 medlem i Kulturudvalget

## Racismeparagraffen
I 2006 var der stor medieopmærksomhed omkring § 266b i Racismeparagraffen i straffeloven, der ikke var gældende for Færøerne hvad angår folks seksuelle orientering. Det var ordene "seksuel orientering", som manglede i paragraffen i forhold til den danske racismeparagraf. Den blev første gang fremsat som lovforslag i Lagtinget i 1987, men dengang var det kun ét lagtingsmedlem som stemte for, det var Karin Kjølbro fra Tjóðveldi. I 2005 var det Finnur Helmsdal fra Tjóðveldi, som fremsatte lovforslag for Lagtinget om at medtage "seksuel orientering" i racismeparagraffen 266b, men det blev nedstemt med 19 stemmer imod og 11 for. Året efter blev der megen debat omkring emnet, der var modstand fra så godt som alle partier af en eller flere lagtingsmedlemmer, specielt var Miðflokkurin imod lovforslaget. To lagtingsmedlemmer fra Tjóðveldi, Annita á Fríðriksmørk og Finnur Helmsdal, fremsatte lovforslaget om en opdatering af 266b, således at homoseksuelle, biseksuelle og transseksuelle kunne blive beskyttet af rasismeparagraffen. Denne gang blev forslaget vedtaget med 17 for og 15 imod, det skete mens Færøerne for første gang havde en mindretalsregering. I 2011 blev Annita á Fríðriksmørk og Finnur Helmsdal (post mortem) hædret af den færøske LGBT forening, da de blev kåret som "Ársins hinkynd 2011" (Årets heteroseksuelle 2011). Finnur Helmsdal døde af kræft i 2008, hans kone og Annita tog imod prisen.